# Église Saint-Jean-Baptiste de Brienne-sur-Aisne
L'église Saint-Jean-Baptiste est une église située à Brienne-sur-Aisne, en France.

## Description

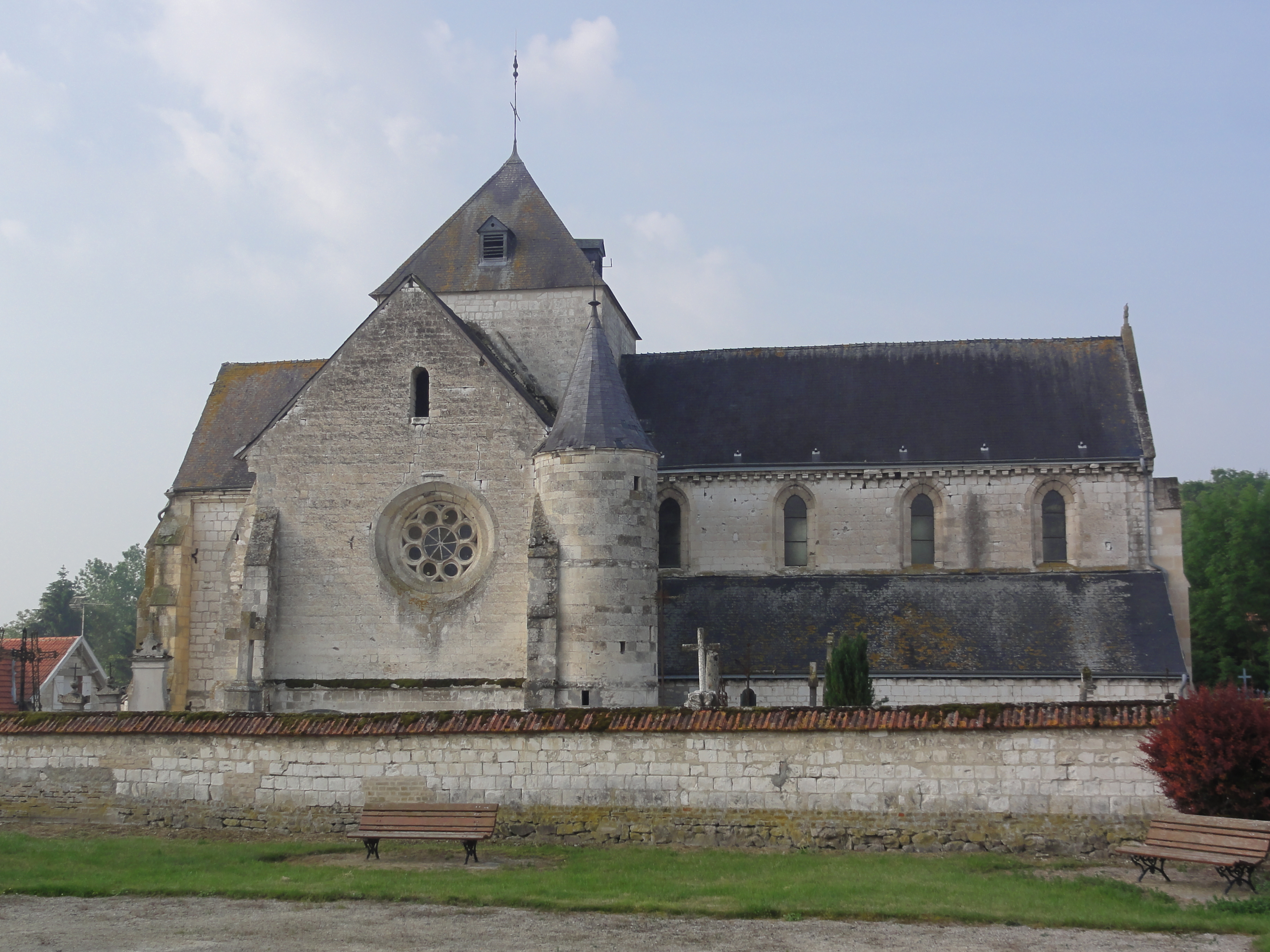

Les murs sont en grès à la base et en craie tendre au-dessus. Ils sont percés de huit fenêtres élégantes. Ils entourent une nef principale et deux bas-côtés. Une corniche à double moulure est disposée à la base de la toiture. La face nord possède une tourelle ronde percée de meurtrières, logeant l'escalier qui conduit au clocher. Le portail principal, orné d'une rosace à huit lobes dans le haut, est encadré de piliers carrés soutenant un arc brisé à trois nervures placé en retrait. Le clocher à quatre pentes, élevé sur plan carré à la croisée du transept, abrite deux cloches. 
Du 1er âge gothique, subsistent le chevet, le transept, le porche latéral et le portail Sud. Les branches d'ogives du transept, du chœur et de l'abside retombent sur des chapiteaux, d'une belle exécution, surmontant des piliers droits ornés de fines colonnes à tores arrondis. Les quatre travées de la nef sont du XIXe siècle. 
Le maître-autel à colonnes corinthiennes du XVIIe siècle est surmonté d’une toile sans signature, le Baptême du Christ, attribuée à Nicolas Wilbault. La cuve baptismale est en pierre bleue de Givet, et est décorée de quatre têtes humaines. L'église possèderait aussi quelques objets religieux et liturgiques remarquables, dont un ostensoir du XVIIe siècle, et des châsses en émaux du Limousin,. Il faut noter également les vitraux, ainsi que diverses inscriptions. Ainsi, près de la porte sud, une pierre tombale porte les effigies de Jacques d'Averhoult, (famille d'Averhoult), capitaine au régiment de Turenne, et de Jeanne de Son, son épouse. Devant la chapelle de la sainte Vierge, une inscription rappelle Messire de Feret, seigneur de Brienne décédé en 1721. Dans la même chapelle, une épitaphe rappelle un curé de Brienne, Hubert Pirotte de Huguet.

## Localisation
L'église est située sur la commune de Brienne-sur-Aisne, dans le département français des Ardennes. Elle est positionnée le long de la route (D 925), dans la même rue que la mairie.

## Historique
La construction de l'église est attribuée aux moines du prieuré d'Evergnicourt, village situé de l'autre côté de l'Aisne, au XIIe siècle ou XIIIe siècle, avec l'aide des habitants. Elle est dédiée à saint Jean-Baptiste,.
Elle est rattachée au diocèse de Laon, puis au diocèse de Reims, après l'avoir été de façon plus éphémère au diocèse de Sedan (église constitutionnelle, de 1791 au Concordat) puis au diocèse de Metz (du Concordat à 1822).
L'édifice est inscrit au titre des monuments historiques en 1926.